# Анрион, Пьер Поль
Пьер Поль Анрио́н (фр. Pierre Paul Nicolas Henrion de Pansey; 28 марта 1742 года, Tréveray — 1829 года, Париж) — французский юрист и политик; первый президент кассационного суда с 17 мая 1828 года по 8 августа 1829 года.
С 1763 года был адвокатом в Париже, с 1800 года — член кассационного суда, с 1809 года — президент того же суда.
Пьер Поль Анрион умер 23 апреля 1829 года в городе Париже.
На его племяннице был женат политик Франсуа-Адольф Шамболль.

## Труды
- «Traité des fiefs» (Париж, 1773);
- «Dissertations féodales» (Париж, 1789);
- «De la compé tence des juges de paix».